# 雅隆
雅隆（法語：Jâlons，法語發音：[ʒalɔ̃]）是法国马恩省的一个市镇，位于该省中部，属于香槟沙隆区。

## 地理
雅隆（49°0'38"N, 4°11'6"E）面积10.35 平方千米，位于法国大東部大區马恩省，该省份为法国东北部内陆省份，北起阿登省，西北接埃纳省，西南接塞纳-马恩省，南至奥布省，东南接上马恩省，东临默兹省。
与雅隆接壤的市镇（或旧市镇、城区）包括：马恩河畔孔代、艾尼、阿蒂斯、马恩河畔欧奈、尚皮尼厄勒香槟、谢维尔、马恩河畔图尔。

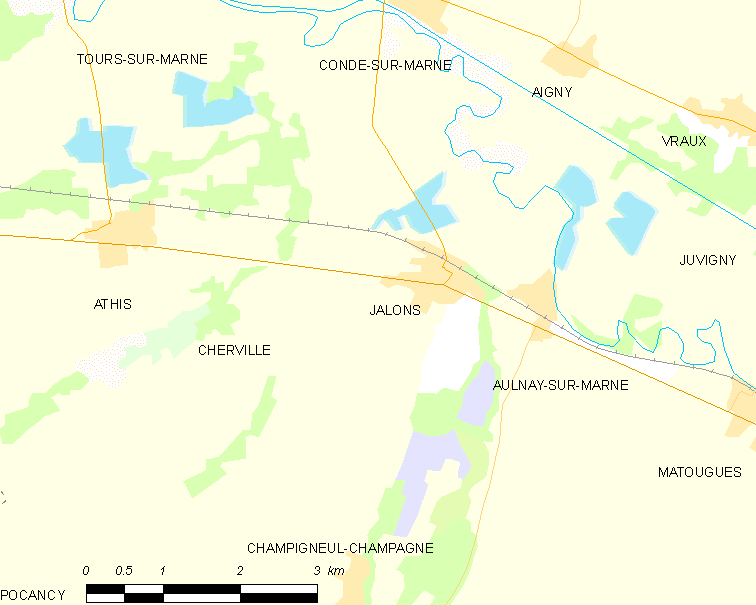
雅隆的OSM定位图

雅隆的时区为UTC+01:00、UTC+02:00（夏令时）。

## 行政
雅隆的邮政编码为51150，INSEE市镇编码为51303。

## 政治
雅隆所属的省级选区为香槟沙隆第二县。

## 人口

1962-2008年间雅隆人口变化图示

雅隆于2022年1月1日时的人口数量为550人。